# 原子単位系
原子単位系（げんしたんいけい、英: atomic units）とは、原子物理学や量子化学において、物理定数を消去することで数式の表現を簡潔にするために用いられる単位系である。1927年にダグラス・ハートリーによって提案された。
原子単位系は電荷、質量、および作用を基本量とし、対応する基本単位をそれぞれ電気素量 e、電子質量 me、および作用量子 ħ に選ぶ単位系である。
原子単位系が基づく量体系は、歴史的には静電単位系などと同じく3元系であり、一貫性のある長さとエネルギーの単位はそれぞれボーア半径 a0 = ħ2/mee2 とハートリーエネルギー
EH = e2/a0 である。
国際量体系と整合させる場合は、ボーア半径かハートリーエネルギーの一方を基本単位として選ぶことで4元系とすることができる。
したがって、原子単位系における一貫性のある時間の組立単位は ħ/EH で表現される。
原子単位系には、エネルギーの基本単位としてハートリー（hartree または Eh）を用いるハートリー原子単位系の他、リュードベリ（rydberg または Ry）を用いるリュードベリ原子単位系などが存在しこちらもしばしば用いられる。IUPACグリーンブックでは、ハートリー原子単位系を指すものとして原子単位系が説明されている。

## ハートリー原子単位系
ハートリー原子単位系では、エネルギーの基本単位としてハートリー（hartree または Eh）を用いる。1ハートリーは、ボーア半径の距離を隔てた2つの電荷素量が持つポテンシャルエネルギーで定義される。すなわち、クーロンの法則より次のように表現できる。
{\displaystyle E_{\mathrm {h} }={\frac {1}{4\pi \varepsilon _{0}}}{\frac {e^{2}}{a_{0}}}={\frac {m_{\mathrm {e} }e^{4}}{(4\pi \varepsilon _{0})^{2}\hbar ^{2}}}={\frac {\hbar ^{2}}{m_{\mathrm {e} }a_{0}^{2}}}=m_{\mathrm {e} }c^{2}\alpha ^{2}={\frac {\hbar c\alpha }{a_{0}}}}
ここで、ε0 は真空の誘電率、c は光速、α = e2/4πε0ħc は微細構造定数である。

### よくある間違い
IUPACグリーンブックでは次のような誤用が指摘されている。
「原子単位では{\displaystyle e,m_{\mathrm {e} },\hbar ,E_{\mathrm {h} },a_{0}}などの定数はすべて1である」という表現がよく使われるが, これは間違った表現である. 正しくは「原子単位では電気素量は{\displaystyle 1e}, 電子質量は{\displaystyle 1m_{\mathrm {e} }},......である」と表現しなければならない.

### 単位の記号について
単位を表す記号として、a0, me, ħ, e, Eh の代わりに、いずれも atomic unit の省略形である a.u. で表すことがある。この慣習はIUPACグリーンブックにおいて次のように批判されている。

### 基本単位
| 物理量     | 物理定数             | 記号                             | SI単位による値              |
| ---------- | -------------------- | -------------------------------- | --------------------------- |
| 電荷       | 電気素量             | {\displaystyle e}                | 1.602176634×10−19 C         |
| 質量       | 電子質量             | {\displaystyle m_{\mathrm {e} }} | 9.1093837015(28)×10−31 kg   |
| 作用       | ディラック定数       | {\displaystyle \hbar }           | 1.0545718176462×10−34 J s   |
| 長さ       | ボーア半径           | {\displaystyle a_{0}}            | 5.29177210903(80)×10−11 m   |
| エネルギー | ハートリーエネルギー | {\displaystyle E_{\text{h}}}     | 4.3597447222071(85)×10−18 J |

### 組立単位
| 物理量         | 組立                                                  | SI単位による値                 |
| -------------- | ----------------------------------------------------- | ------------------------------ |
| 時間           | {\displaystyle \hbar /E_{\text{h}}}                   | 2.4188843265857(47)×10−17 s    |
| 力             | {\displaystyle E_{\text{h}}/a_{0}}                    | 8.2387234983(12)×10−8 N        |
| 速度           | {\displaystyle \alpha c=a_{0}E_{\text{h}}/\hbar }     | 2.18769126364(33)×106 m/s      |
| 運動量         | {\displaystyle \hbar /a_{0}}                          | 1.99285191410(30)×10−24 kg m/s |
| 電流           | {\displaystyle eE_{\text{h}}/\hbar }                  | 6.623618237510(13)×10−3 A      |
| 電荷密度       | {\displaystyle e/{a_{0}}^{3}}                         | 1.08120238457(49)×1012 C/m3    |
| 電位           | {\displaystyle E_{\text{h}}/e}                        | 27.211386245988(53) V          |
| 電場           | {\displaystyle E_{\text{h}}/ea_{0}}                   | 5.14220674763(78)×1011 V/m     |
| 電気双極子     | {\displaystyle ea_{0}}                                | 8.4783536255(13)×10−30 C m     |
| 磁束密度       | {\displaystyle \hbar /ea_{0}^{2}}                     | 2.35051756758(71)×105 T        |
| 磁気モーメント | {\displaystyle 2\mu _{\text{B}}=\hbar e/m_{\text{e}}} | 1.85480201566(56)×10−23 J/T    |
| 誘電率         | {\displaystyle e^{2}/a_{0}E_{\text{h}}}               | 1.11265005545(17)×10−10 F/m    |

## リュードベリ原子単位系
MKSA単位系を思い出すとわかるが、物理量の次元は４つしかない。これに対応して４つの基本的物理量として{\displaystyle \hbar ,e^{2},m_{e},4\pi \epsilon _{0}}ととることを考えてみようーこの４つの量の乗除により、あらゆる次元の物理的基本量を作ることができる。これらを単位（unit）として物理量を測るのがHartree単位系である。
一方、Rydberg単位系では、４つの基本的物理量として{\displaystyle \hbar ,2m_{e},e^{2}/2,4\pi \epsilon _{0}}をとる。これは物理次元の入った数式において、{\displaystyle \hbar =1,2m_{e}=1,e^{2}/2=1,4\pi \epsilon _{0}=1}とおいて数値化するのと同じことである(運動エネルギーp^2/2mがp^2となるように、として記憶する）。別の考え方としては、ある物理量があるとして、{\displaystyle \hbar ,2m_{e},e^{2}/2,4\pi \epsilon _{0}}を乗除したものを因子としてくくり出しておくと考えれば良いー残りの因子は無次元の数値になる。
例えば、ある物質の質量{\displaystyle M=10m_{e}}はHartree単位系で測ると１０（無次元）であり、Rydberg単位系で測ると５（無次元）である。次の例として、水素原子の電子の基底状態のエネルギー{\displaystyle E={\frac {m_{\text{e}}e^{4}}{2(4\pi \varepsilon _{0})^{2}\hbar ^{2}}}}を考える。Rydberg単位系においては{\displaystyle E=1}(無次元）となる。逆に{\displaystyle E=1}（無次元）として与えられていれば、{\displaystyle \hbar ,e^{2}/2,2m_{e},4\pi \epsilon _{0}}を乗除して作ったエネルギー単位、すなわち{\displaystyle {\frac {2m_{e}(e^{2}/2)^{2}}{(4\pi \varepsilon _{0})^{2}\hbar ^{2}}}}=13.6eVを乗ずることで次元が回復できる。
光速{\displaystyle c}=１３７ｘ２(無次元）である。１３７は微細構造定数とよばれる。すなわち物質中の電子の速度は光速の1/１００程度である、と理解しておいてよい。
単位系においてはMKSAの４つの次元（４元系）を基本とするが,{\displaystyle \hbar =1,2m_{e}=1,e^{2}/2=1,4\pi \epsilon _{0}=1}のかわりに、たとえば{\displaystyle c^{2}\epsilon _{0}=1}のみを持ち込むことで、３元系とすることができる。この意味で０元系にまで落とし込んだものがRy単位系である。それゆえ、Ry単位系を用いると宣言しておくなら{\displaystyle E=1}と書いて問題はない（あえて無次元と書く必要はない）。
式「{\displaystyle \hbar =1,2m_{e}=1,e^{2}/2=1,4\pi \epsilon _{0}=1}」を無次元化式と呼ぶのが良いと思われる。その他、たとえば、簡単な力学のプログラミングでは「ｍ=1,s=1,kg=1」という無次元化式もよく使われるー理解して使わないといけない。あるいはその他、問題とする系の固有定数でスケールするなど多様な無次元化式がある。
- 単位についての注

そもそも{\displaystyle l=}5 mとは{\displaystyle l=}５ x 1mのことであり、1mが５個分、という意味である。{\displaystyle l}は単位まで含めて意味を持っている。３ｍ/ｓなら３個分のｍを１個のsで割るという意味である。ｍやsが単位であり、物理的基本量である。
ただ、上述の無次元化式の説明に沿えば「1mを１として長さ{\displaystyle x}を考える」は正当な表現となる。すなわち「以下、無次元化式m=1を用いることとし、長さ{\displaystyle x}を考える」の略記法であると解釈できる。工学ハンドブックなどでの表記{\displaystyle x}=5[m]には注意する必要がある。[m]によりm=1という無次元化式が想定されていると考えられる。複数の無次元化式を同居させるわけにはいかないので {\displaystyle l=}5[m]=500[cm]などと書いてはいけない。（正直に言えば、{\displaystyle l}/m=5と書いたほうがいい。こう書くなら世界中の人が理解できる）。